# 塔沃莱托
塔沃莱托（義大利語：Tavoleto），是意大利佩萨罗-乌尔比诺省的一个市镇。总面积11.99平方公里，人口903人，人口密度75.3人/平方公里（2008年）。ISTAT代码为041064。